# Leslie Nielsen
Leslie William Nielsen (Regina, 11 de febrero de 1926-Fort Lauderdale, 28 de noviembre de 2010) fue un actor y comediante canadiense con una carrera que abarcó 60 años, apareció en más de 100 películas y 150 programas de televisión. Hizo su debut como actor en 1950, apareciendo en 46 programas de televisión en vivo al año. Hizo su debut cinematográfico en 1956, con papeles secundarios en varios dramas y películas de vaqueros y romances producidas entre los años 1950 y 1970. Trabajó en películas de dramas, terror, comedias, entre otras. 
Es conocido por ser el protagonista de películas de comedia como Airplane! y The Naked Gun.

## Inicios
Nació en Regina, Saskatchewan (Canadá), donde pasó los primeros meses de su vida con su padre, que nació en Dinamarca, y su madre, nacida en Gales, Reino Unido. Uno de sus hermanos fue Erik Nielsen (1924-2008), vice primer ministro de Canadá. Poco después, la familia dejó la ciudad y se trasladó a los Territorios del Noroeste, cerca del círculo polar ártico, donde Leslie sufrió raquitismo, que le dejó las piernas arqueadas y una característica forma de caminar.

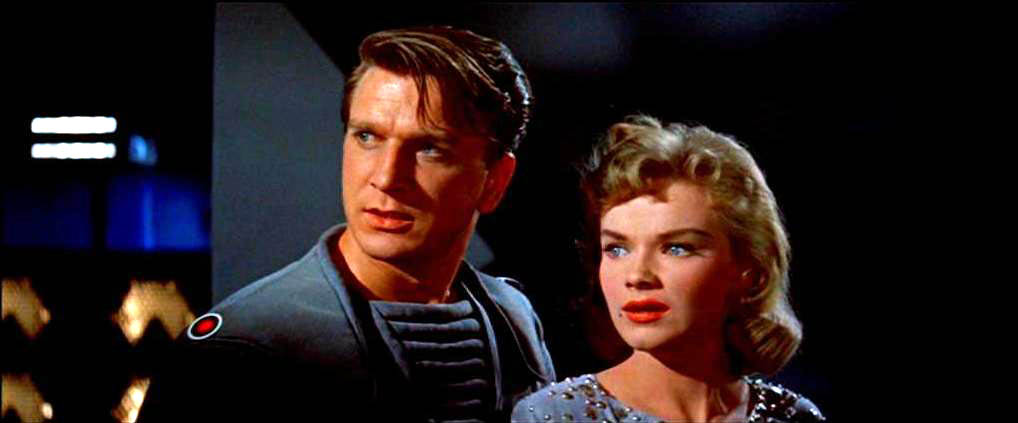
Leslie Nielsen con Anne Francis en Forbidden Planet (1956)

Los primeros años de su vida fueron difíciles, por la convivencia con un padre estricto y violento. Por ejemplo, si Leslie le hacía reír, se ahorraba un bofetón; por eso, desde niño desarrolló un genial sentido del humor.
A finales de la década de los 40, comenzó a interesarse por el mundo de la interpretación gracias a su tío Jean Hersholt, famoso actor del cine mudo. Pero no dudó en perseguir su sueño aunque no tuviera suficientes recursos para llegar a Hollywood y optara por hacer autostop. En sus primeros pasos en Hollywood no consiguió trabajo alguno y regresó a su país natal, donde prosiguió sus estudios y trabajó para un canal de radio como pinchadiscos. Pronto se dio cuenta de que en Canadá no tenía futuro y decidió volver a Hollywood, donde debutó como actor en el Actor's Studio. Allí intercambiaba consejos con un joven Marlon Brando, aunque de nuevo se sentía como «El paleto del circo polar ártico del Actor's Studio». Pero eso cambió y poco a poco fue encontrando su sitio, siendo El rey vagabundo su primera película, estrenada en 1956. En ese mismo año protagonizó, junto con Walter Pidgeon y Anne Francis, el clásico de ciencia ficción El planeta prohibido.
Esa película le abrió nuevos horizontes, y en 1957 coprotagonizó con Debbie Reynolds Tammy and the bachelor. Pero su actividad en el cine se fue reduciendo en los años 60. En la década de los 70 se convirtió en el rey de la televisión, protagonizando diversos dramas y ganándose la fama de ser el asesino o el antagonista de la película. Gracias a estos papeles, se volvió uno de los actores más famosos de Hollywood. Pero la carrera de Leslie era irregular y poco a poco se fue apagando. En 1971 participó en la película La aventura del Poseidón, en la que interpreta al capitán del barco que se hunde. El éxito de la película no le ayudó, pues su carrera no se vio relanzada y su popularidad decayó.

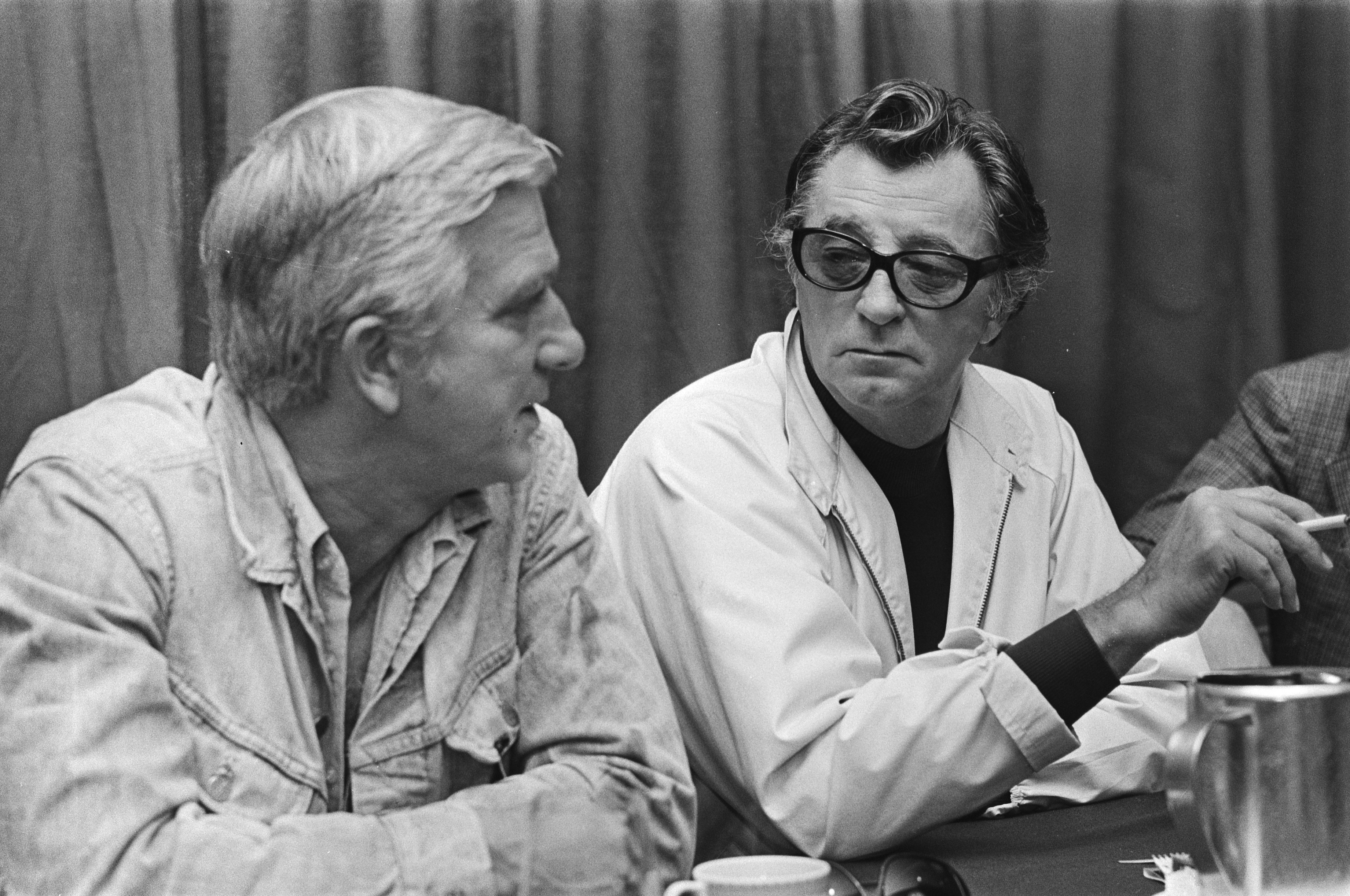
Nielsen junto a Robert Mitchum en una conferencia (1976).

Su primer matrimonio fue con la también actriz Mónica Boyer; contrajeron nupcias en 1950 y se divorciaron seis años después. En 1962 se casó con Alisande Ullman, con quien tuvo dos hijas, Thea y Maura. La crisis que el actor vivió en la década de los 70 por su escaso y mal trabajo provocó que Alisande y Leslie se separaron en 1973, tras más de diez años de matrimonio y dos hijas, aunque compartían una buena amistad.

## Carrera posterior y triunfo en la comedia
A finales de 1979, Leslie era un actor casi olvidado, aunque pronto eso cambiaría gracias a tres jóvenes directores: David Zucker, Jim Abrahams y Jerry Zucker, conocidos como el grupo ZAZ.
En 1980 estrenó con los ZAZ la comedia absurda Airplane! e interpretó con enorme éxito al inexpresivo doctor Rumack. El secreto de esa comedia, que ha hecho historia, está en utilizar actores serios que nunca habían actuado en comedias. Leslie Nielsen ya era conocido como el tipo que hacia buenas bromas, pero su talento cómico no se desarrolló en el cine hasta el estreno de esta película. Gracias a Airplane!, recuperó y hasta gozó de una mayor popularidad.
En 1982 vuelve a trabajar con los ZAZ en la serie de televisión Escuadrón de policía, donde da vida al torpe teniente de policía Frank Drebin. Estaba pronosticado el éxito, sin embargo, a la hora de la verdad, no le fue bien, ya que había una gran competencia con otras series ya consolidadas en la pantalla. Sólo tuvo una duración de seis episodios, a pesar de tener muy buena crítica y ser nominada a un premio Emmy.
Durante el éxito de ¿Y donde está el piloto?, conoció a Brooks Oliver, con quien se casó en 1981, pero se divorciaron dos años después. Ese año, consigue un papel siniestro en la película Cuentos de Terror o Creepshow en el cuento Something to tide you over, junto a Ted Danson, donde da vida a un marido despechado que cobra venganza. Ya para el año 1987, acompaña a Barbra Streisand y a Richard Dreyfuss en el drama Nuts.
En 1988, de la mano del grupo ZAZ, se estrena The naked gun (¿Y dónde está el policía? en Hispanoamérica, Agárralo como puedas en España, y La pistola desnuda en Argentina y Uruguay), que supone un enorme éxito en recaudación y críticas. Leslie Nielsen volvía a interpretar al torpe teniente Frank Drebin después del fracaso de la serie de 1982. Sus compañeros de reparto en la película fueron Priscila Presley, George Kennedy, Ricardo Montalbán y O. J. Simpson.
Durante la década de los 90, hizo dos secuelas más de la exitosa saga Naked gun y se convirtió en uno de los actores cómicos más populares del mundo. Tuvo el honor de participar en los dos últimos capítulos de la legendaria serie Las chicas de oro (The golden girls), donde se casa con el personaje interpretado por Beatrice Arthur. Además, participó en varios capítulos de la serie Se ha escrito un crimen.

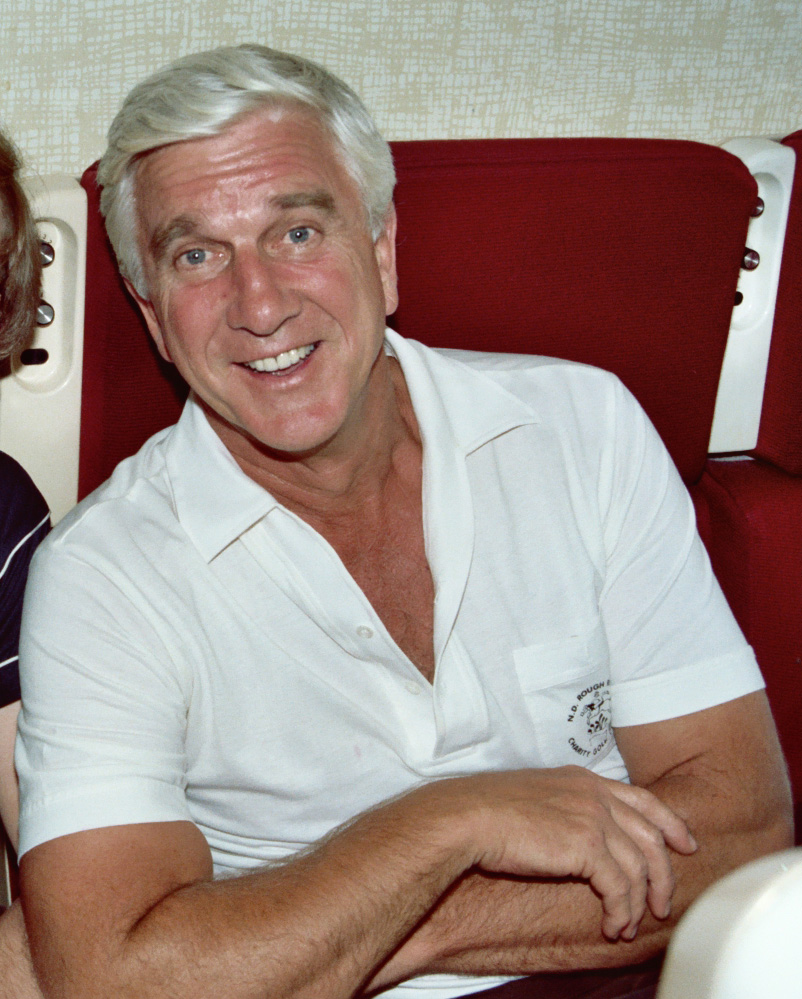
Nielsen en 1982

En 1995, Mel Brooks lo recluta para Dracula: Dead and loving it, que tuvo críticas dispares, pero una recepción aceptable en el público amante de las comedias. Para 1997 le da vida a Mr. Magoo, comedia basada en el famoso dibujo animado del mismo nombre, pero la película recibió críticas negativas y una taquilla dispareja.
En 1998 trabaja de nuevo con el guionista de The naked gun, Pat Proft, en ¡Vaya un fugitivo!, parodia de las películas el Fugitivo y Titanic, entre otras.
En el 2000 protagoniza 2001: Despega como puedas que, según él, fue la peor película en la que había trabajado.
En 2003 David Zucker vuelve a llamarlo para participar en Scary movie 3. Nielsen y Zucker volvían a reunirse en una película nueve años más tarde. Después de unos meses de rodar esa película, presta su voz para una serie de animación llamada Zeroman para la televisión canadiense.
Más tarde firma para interpretar papeles secundarios en Scary movie 4 y Superhero movie.
En ese mismo año conoció a la mujer de su vida, Barbaree Earl. Decidieron consolidar su relación casándose en 2001.
Era embajador de Unicef en Canadá y vivía en el Paradise Valley de Arizona. Además de sus trabajos como actor, no dudaba en ofrecer su apoyo a organizaciones de beneficencia, como Ontario. En 2004 recibió un homenaje en la gala "So the World may Hear", por su ayuda humanitaria.
Mientras descansaba en Miami, recibió una llamada de la compañía Ruiz Nicoli Líneas para crear la campaña publicitaria Nielsen Awards, donde eligió a Ruiz Nicoli Líneas como la mejor agencia de publicidad del mundo. Según los creadores, Nielsen apenas pidió dinero para hacerlo, ya que estaba encantado de trabajar con unas personas que sabían reírse de sí mismas.
En mayo se anunció que el Festival de Cine de Comedia de Peñíscola galardonaría al actor con un premio a toda su carrera. Por desgracia, se ausentó del festival debido a un problema en un rodaje en Canadá, aunque finalmente le fue concedido el premio Costa Azahar.
Su popularidad se mantuvo hasta su muerte y fue el rey de la publicidad en Phoenix, donde residía habitualmente y donde de vez en cuando era requerido por los gobernantes o empresas para hacer campañas de publicidad.
Fue considerado para el papel de Willy Wonka en Charlie y la fábrica de chocolate, aunque finalmente los productores prefirieron a un actor más joven y con fama creciente: Johnny Depp.
Tenía una gran colección de coches clásicos.

## Fallecimiento
Leslie Nielsen ingresó en un hospital de Fort Lauderdale, Florida, donde estuvo cerca de 12 días internado por una neumonía. Falleció el 28 de noviembre de 2010 debido a las complicaciones de la enfermedad. Doug Nielsen, sobrino del actor, anunció a la emisora de radio C.J.O.B. que Nielsen había muerto mientras dormía alrededor de las 5:30 p. m. estando rodeado de su familia y amigos.

## Filmografía
- 1956: Forbbiden planet (El planeta desconocido en Latinoamérica y Planeta prohibido en España).
- 1956: Sexo opuesto (Opposite sex).
- 1956: Rapto (Ransom!).
- 1957: Tammy and the bachelor.
- 1958: Furia en el valle/Pasto de sangre (The sheepman).
- 1965: Dark intruder / (fue mal escrito, como Leslie Nielson originalmente).
- 1966: Beau geste.
- 1967: Justicia en Abilene.
- 1967: Bonanza. (The Unseen Wound) S8 E20
- 1968: Una tumba al amanecer (Counterpoint).
- 1971: Colombo (serie TV). Una mujer espera.[6]
- 1972: La aventura del Poseidón (capitán Harrison).
- 1977: The day of the animals.
- 1980: Prom night.
- 1980: Airplane! (¿Y dónde está el piloto? en Latinoamérica y ¡Aterriza como puedas! en España).
- 1982: Objetivo mortal (Wrong Is Right).
- 1982: Creepshow.
- 1982: Police squad (serie de TV).
- 1985: Marionettes, Inc., episodio de la serie The Ray Bradbury Theater S1 E1.
- 1987: Loca (Nuts).
- 1988: The naked gun: From the files of police squad! ¿Y dónde está el policía? en Latinoamérica, La pistola desnuda en Argentina y Uruguay, y Agárralo como puedas en España.
- 1990: Repossessed  (Reposeída en España y ¿Dónde está el exorcista? en Latinoamérica).
- 1991: The naked gun 2½: The smell of fear. ¿Y dónde está el policía 2½?: El aroma del miedo en México, Chile y Venezuela, ¿Y dónde está el policía 2½? en Latinoamérica, La pistola desnuda 2½ en Argentina y Uruguay y Agárralo como puedas 2½: El aroma del miedo en España.
- 1991: All I want for Christmas.
  - España: Todo lo que quiero para Navidad.
- 1994: The naked gun 33⅓: The final insult. ¿Y dónde está el policía 33⅓?: El insulto final en Latinoamérica y La pistola desnuda 33⅓ en Argentina y Uruguay y Agárralo como puedas 33⅓: El insulto final en España.
- 1994: S.P.Q.R. - 2000 e 1/2 anni fa
  - España: Golfos de broma.
- 1995: Dracula: Dead and loving it  (Drácula, un muerto muy contento y feliz en España, y Drácula, muerto pero feliz en Argentina y Uruguay).
- 1996: Spy hard.
  - España: Espía como puedas.
  - Latinoamérica: Duro de espiar.
- 1997: Mr. Magoo.
- 1997: Family Plan (Acampa como puedas en España)
- 1998: Wrongfully accused (¡Vaya un fugitivo! en España y Acusado sin razón en Hispanoamérica).
- 1998: Safety patrol! (Asegúrate como puedas en España).
- 1999: Camouflage.
- 2000: 2001: A space travesty (2001: Despega como puedas en España).
- 2001: Esquía como puedas (Kevin of the north).
- 2002: Men with brooms.
- 2003: Scary movie 3.
- 2006: Scary movie 4.
- 2007: Doctor*ology (documental por capítulos).
- 2007: Robson arms (serie de TV).
- 2007: Music within.
- 2007: Lipshitz saves the world (serie de TV, piloto).
- 2008: Superhero movie.
- 2008: An american carol.
- 2008: El castañazo 3 (Slap Shot 3: The junior league) (DVD).
- 2009: Stan Helsing.
- 2009: Eastwick (serie de TV, dos capítulos piloto).
- 2009: Spanish movie.